# Pentoxyverin
Pentoxyverin ist ein Arzneistoff, der als Hustenstiller (Antitussivum) eingesetzt wird. Im Gegensatz zu Antitussiva aus der Gruppe der Opioide wie Codein, Dihydrocodein und Hydrocodon besitzt Pentoxyverin kaum atemdepressive Wirkungen. Pentoxyverin wird in Deutschland als apothekenpflichtiges, aber nicht verschreibungspflichtiges Arzneimittel als Saft, Tropfen und Lösung angeboten.

## Pharmakologie
Neueren Studien zufolge wirkt Pentoxyverin als Agonist an sigma-Rezeptoren (siehe Sigma-1-Rezeptor) (ein bekannteres Beispiel eines Sigma-Agonisten ist Opipramol). Des Weiteren wirkt es antagonistisch an muscarinergen M1-Rezeptoren (Bsp.: Biperiden). Beide Mechanismen haben zur Folge, dass die Aktivität von bestimmten Neuronen gedämpft wird, was zu der antitussiven Wirkung führt.

### Nebenwirkungen
Unter der Anwendung von Pentoxyverin konnten häufig gastrointestinale Beschwerden wie Übelkeit, Erbrechen und Durchfall, gelegentlich Müdigkeit und sehr selten anaphylaktische Reaktionen beobachtet werden. Insbesondere bei Kleinkindern können sehr selten auch Krampfanfälle und Atemdepression auftreten. Pentoxyverin beeinträchtigt die Fähigkeit zur Teilnahme am Straßenverkehr.

### Wechselwirkungen
Bei der gleichzeitigen Verabreichung von zentral dämpfenden Beruhigungs-, Schlaf- oder Betäubungsmitteln (Schmerzmitteln) ist auf mögliche additive Effekte zu achten.

### Kontraindikationen
Als absolute Kontraindikationen gelten:
- eine Schwangerschaft, da keinerlei Erfahrungswerte vorliegen und ein Risiko nicht ausgeschlossen werden kann
- Anwendung bei Kindern unter 2 Jahren, wegen möglicher atemdepressiver Wirkung
- Engwinkelglaukom[6]
- die Stillzeit, da der Arzneistoff in erheblichen Mengen in die Muttermilch übergeht und so ein Risiko für das Neugeborene nicht auszuschließen ist. Demzufolge wird das Abstillen empfohlen.[7]

## Chemie

### Synthese
Pentoxyverin kann in einer vierstufigen Synthese hergestellt werden. Ausgehend von Benzylcyanid wird im ersten Schritt nach Deprotonierung mittels Natriumamid und Umsetzung mit 1,4-Dibrombutan die Cyclopentansubstruktur gebildet. Im Folgeschritt wird das Nitril durch saure oder basische Hydrolyse zur Carbonsäure umgesetzt und mittels Thionylchlorid in das Säurechlorid überführt. Im letzten Schritt ergibt die Veresterung mit 2-(2-diethylaminoethoxy)ethanol die Zielverbindung.

## Handelsnamen
Monopräparate

Sedotussin (D, in A außer Handel), Silomat (D, A), Mucomat (A)